# Swiss Indoors 2022
Swiss Indoors 2022 byl tenisový turnaj hraný jako součást mužského okruhu ATP Tour v St. Jakobshalle na krytých dvorcích s povrchem GreenSet. Padesátý první ročník Swiss Indoors se konal mezi 24. až 30. říjnem 2022 ve švýcarské Basileji. V letech 2020 a 2021 se turnaj kvůli pandemii covidu-19 nekonal.
Turnaj dotovaný 2 276 105 eury patřil do kategorie ATP Tour 500. Nejvýše nasazeným singlistou se stal první tenista světa Carlos Alcaraz ze Španělska, kterého v semifinále vyřadil Auger-Aliassime. Jako poslední přímý účastník do dvouhry nastoupil francouzský 51. hráč žebříčku Adrian Mannarino. V důsledku invaze Ruska na Ukrajinu na konci února 2022 řídící organizace tenisu ATP, WTA a ITF s grandslamy rozhodly, že ruští a běloruští tenisté mohli dále na okruzích startovat, ale do odvolání nikoli pod vlajkami Ruska a Běloruska.
Čtvrtý singlový titul na okruhu ATP Tour vybojoval 22letý Kanaďan Félix Auger-Aliassime, jenž po Firenze Open a European Open zvítězil na třetím turnaji v řadě. Čtyřhru ovládl chorvatsko-americký pár Ivan Dodig a Austin Krajicek, jehož členové získali třetí společnou trofej a po triumfu v Neapoli druhou v řadě.

## Rozdělení bodů a finančních odměn

### Rozdělení bodů
| Soutěž  | Soutěž      | vítězové | finalisté | semifinalisté | čtvrtfinalisté | 16 v kole | 32 v kole | Q  | Q2 | Q1 |
| ------- | ----------- | -------- | --------- | ------------- | -------------- | --------- | --------- | -- | -- | -- |
| dvouhra | [ 6 ] [ 7 ] | 500      | 300       | 180           | 90             | 45        | 0         | 20 | 10 | 0  |
| čtyřhra | [ 7 ]       | 500      | 300       | 180           | 90             | 0         | —         | 45 | 25 | —  |

### Finanční odměny
| Soutěž                              | Soutěž      | vítězové  | finalisté | semifinalisté | čtvrtfinalisté | 16 v kole | 32 v kole | Q2      | Q1      |
| ----------------------------------- | ----------- | --------- | --------- | ------------- | -------------- | --------- | --------- | ------- | ------- |
| dvouhra                             | [ 2 ] [ 6 ] | 399 320 € | 214 855 € | 114 505 €     | 58 505 €       | 32 230 €  | 16 655 €  | 8 535 € | 4 790 € |
| čtyřhra                             | [ 7 ]       | 131 170 € | 69 950 €  | 35 390 €      | 17 700 €       | 9 160 €   | —         | —       | —       |
| částka ve čtyřhře je uvedena na pár |             |           |           |               |                |           |           |         |         |

## Dvouhra

### Nasazení
| Stát                          | Hráč                  | ATP | Nasazení |
| ----------------------------- | --------------------- | --- | -------- |
| Španělsko                     | Carlos Alcaraz        | 1.  | 1.       |
| Norsko                        | Casper Ruud           | 3.  | 2.       |
| Kanada                        | Félix Auger-Aliassime | 10. | 3.       |
| Chorvatsko                    | Marin Čilić           | 13. | 4.       |
| Španělsko                     | Pablo Carreño Busta   | 15. | 5.       |
| Španělsko                     | Roberto Bautista Agut | 22. | 6.       |
| Austrálie                     | Alex de Minaur        | 23. | 7.       |
| Itálie                        | Lorenzo Musetti       | 24. | 8.       |
| Žebříček ATP k 17. říjnu 2022 |                       |     |          |

### Jiné formy účasti
Následující hráči obdrželi divokou kartu do hlavní soutěže:
- David Goffin
- Marc-Andrea Hüsler
- Dominic Stricker

Následující hráč obdržel zvláštní výjimku:
- Mackenzie McDonald

Následující hráč nastoupil pod žebříčkovou ochranou:
- Stan Wawrinka

Následující hráči postoupili z kvalifikace:
- Laslo Djere
- Ugo Humbert
- Arthur Rinderknech
- Roman Safiullin

Následující hráč postoupil z kvalifikace jako šťastný poražený:
- Aslan Karacev

#### Odhlášení
před zahájením turnaje
- Sebastian Korda → nahradil jej   Aslan Karacev
- Nick Kyrgios → nahradil jej  Jack Draper

## Čtyřhra

### Nasazení
| Stát                                                                                   | Hráč              | Stát        | Hráč              | ATP | Nasazení |
| -------------------------------------------------------------------------------------- | ----------------- | ----------- | ----------------- | --- | -------- |
| Salvador                                                                               | Marcelo Arévalo   | Nizozemsko  | Jean-Julien Rojer | 11. | 1.       |
| Německo                                                                                | Tim Pütz          | Nový Zéland | Michael Venus     | 19. | 2.       |
| Španělsko                                                                              | Marcel Granollers | Argentina   | Horacio Zeballos  | 23. | 3.       |
| Spojené království                                                                     | Lloyd Glasspool   | Finsko      | Harri Heliövaara  | 33. | 4.       |
| Žebříček ATP k 17. říjnu 2022; číslo je součtem žebříčkového postavení obou členů páru |                   |             |                   |     |          |

### Jiné formy účasti
Následující páry obdržely divokou kartu do hlavní soutěže:
- Marc-Andrea Hüsler /  Dominic Stricker
- Jérôme Kym /  Leandro Riedi

Následující pár postoupil z kvalifikace:
- Andrej Golubjev /  Oleksandr Nedověsov

Následující pár postoupil z kvalifikace jako šťastný poražený:
- Nathaniel Lammons /  Jackson Withrow

### Odhlášení
před zahájením turnaje
- Nick Kyrgios /  Pedro Martínez → nahradili je  Nathaniel Lammons /  Jackson Withrow

## Přehled finále

### Mužská dvouhra
- Félix Auger-Aliassime vs.  Holger Rune, 6–3, 7–5

### Mužská čtyřhra
- Ivan Dodig /  Austin Krajicek vs.  Nicolas Mahut /  Édouard Roger-Vasselin, 6–4, 7–6(7–5)